# Hrachovec (Valašské Meziříčí)
Hrachovec je vesnice ,část města Valašské Meziříčí v okrese Vsetín. Nachází se asi 2,5 km na jihovýchod od Valašského Meziříčí. Prochází tudy železniční trať Valašské Meziříčí – Rožnov pod Radhoštěm. Je zde evidováno 331 adres. Trvale zde žije 964 obyvatel.
V základu se rozděluje na Dolní konec a Horní konec. 
Hrachovec je také název katastrálního území o rozloze 4,83 km².
Název se objevuje v podstatě v neměnné formě Hrachovic (1376), Hrachowecz (1397) v moderní české diakritice Hrachovec. Výklad názvu není zcela jasný, je vytvořen připojením přivlastňující koncovky -ovec k adjektivu hrachový(vrch či porost).

## Osobnosti
Významným rodákem je František kardinál Bauer (1841–1915), brněnský biskup a později olomoucký arcibiskup. Nedaleko místa, kde stával jeho rodný mlýn, je umístěná jeho pamětní deska.

## Přírodní zajímavosti
V katastru obce Hrachovec se nachází několik ekologicky významných lokalit. Jednou z nich je mokřad Rybníky u Hrachovce, která je významná zejména ornitologicky, dále pak z hlediska vodních bezobratlých živočichů i obratlovců (hlavně obojživelníků). Druhou významnou lokalitou jsou mokřadní louky v části Vichury, kde lze nalézt i některé ze vzácnějších druhů orchidejí, jako je např. kruštík bahenní, ojediněle vstavač mužský. Vyskytuje se zde také blešník úplavičný (Pulicaria disenterica), pro nějž je to jedna ze 3 lokalit na celé Moravě. Z hlediska zachování lesního porostu je hodnotné vodárenské území u Hrachovce podél levého břehu Rožnovské Bečvy.

## Fotografie

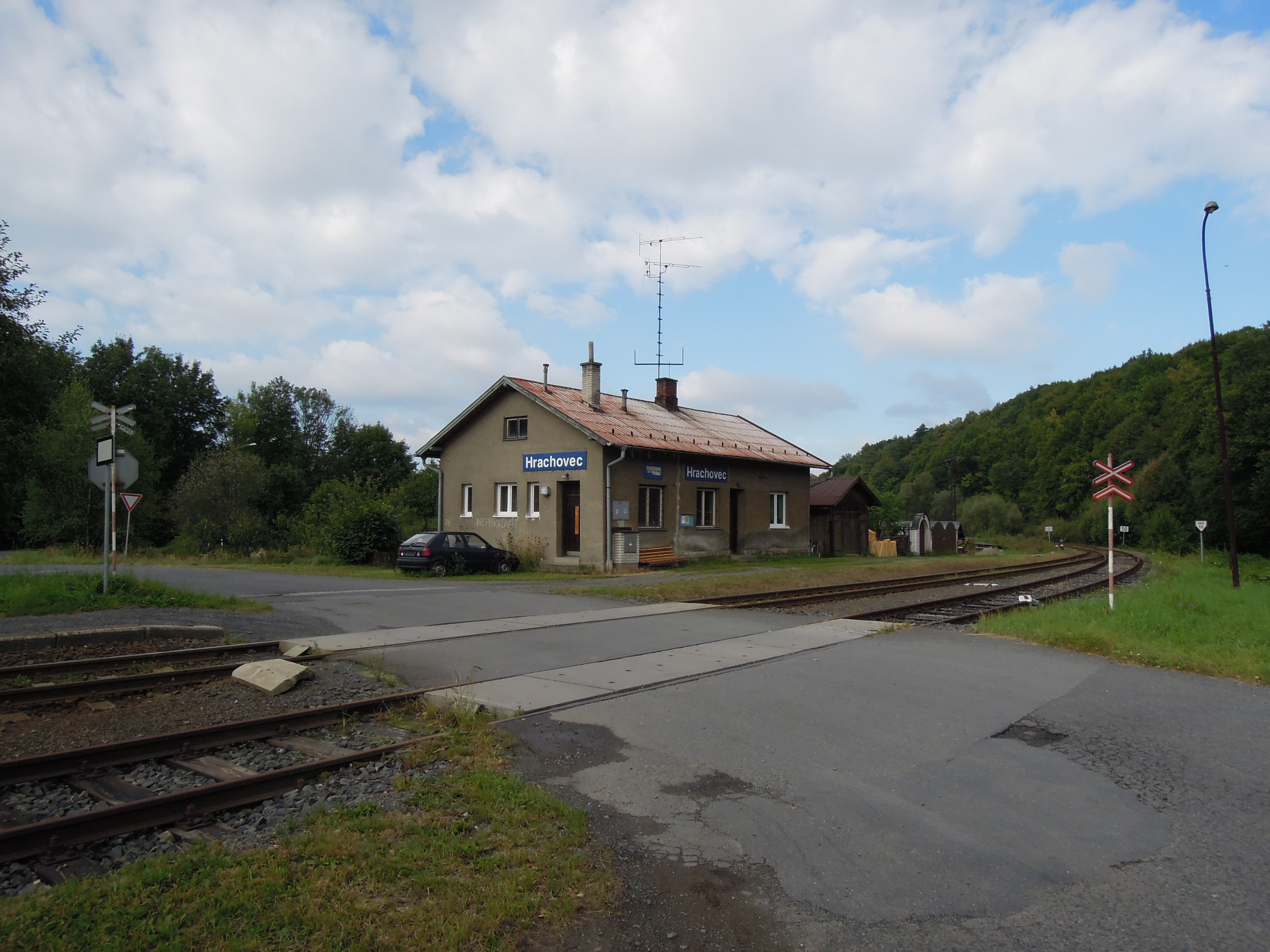
Železniční zastávka Hrachovec a jeden z přejezdů na železniční trati 281
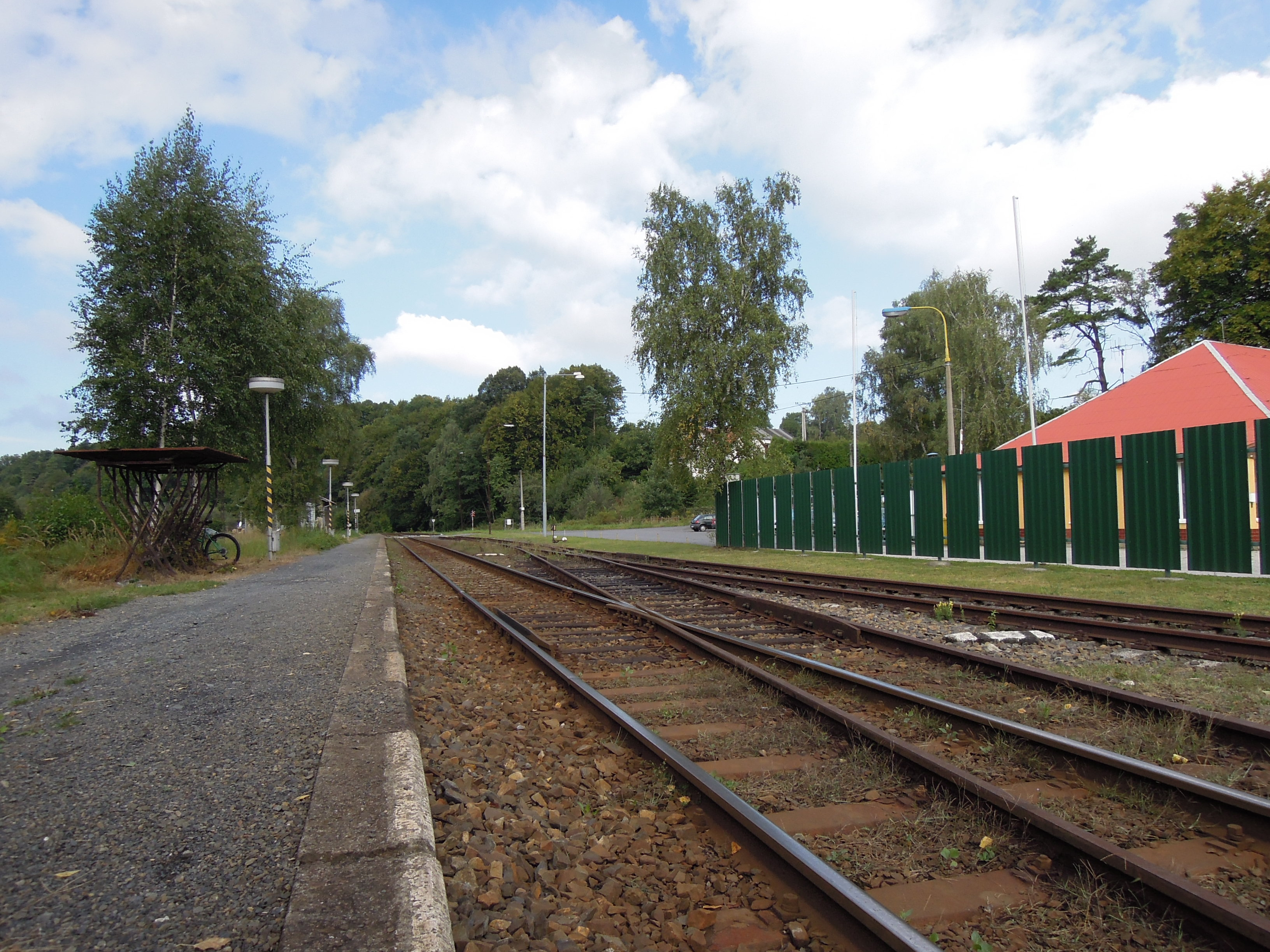
Nástupiště v Hrachovci